# Afrikansk bladhøne
Afrikansk bladhøne (latin: Actophilornis africanus) er en fugl fra subsaharisk Afrika i bladhønsefamilien, der tilhører ordenen mågevadefugle.